# Griffinia
Griffinia Ker Gawl. – rodzaj rzadkich roślin z rodziny amarylkowatych, obejmujący 23 gatunki, występujące endemicznie we wschodniej i środkowej Brazylii.
Nazwa naukowa rodzaju została nadana na cześć Williama Griffina, angielskiego botanika i ogrodnika z Lambeth.
Homonimem taksonomicznym rodzaju jest nazwa nadana w 1994 r. krabom z rodziny Epialtidae (Griffinia Richer de Forges, 1994).

## Morfologia

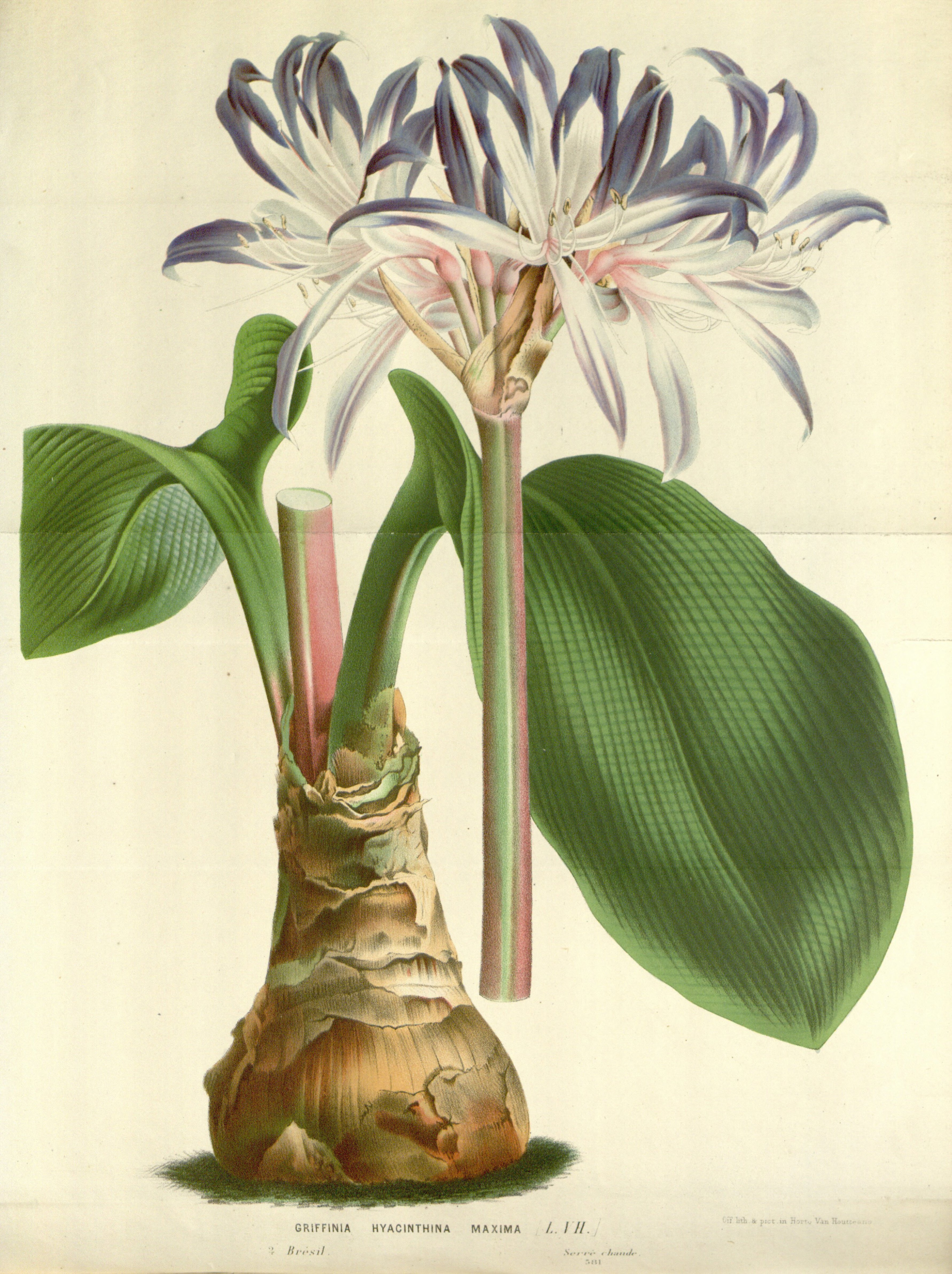
G. hyacinthina

PokrójWieloletnie rośliny zielne.
PędCebule, tworzące na korzeniopodobnych kłączach cebule potomne.
LiścieOgonkowe, eliptyczne do jajowatych, nieco sierpowate u roślin z podrodzaju Hyline, niekiedy z białymi plamkami. Użyłkowanie liścia równoległe, z wyraźną żyłką centralną.
KwiatyZebrane od 2 do 3, duże, wonne i białe (podrodzaj Hyline) lub od 4 do 20, bezwonne i barwne lub białe (podrodzaj Griffinia) w baldach, wyrastający na masywnym, spłaszczonym, mającym dwie krawędzie głąbiku. Kwiatostan wsparty dwiema podsadkami, częściowo zrośniętymi u nasady i zachodzącymi na siebie. Okwiat promienisty, liliowy do białego, niekiedy niebieski, o długości od 1,5 do nawet 11 cm. Rodzaj wyróżnia się w rodzinie amarylkowatych kwiatami posiadającymi hypancjum, utworzone przez zwężenie rurki okwiatu nad zalążnią u niektórych gatunków. Rurka okwiatu jest zredukowana u niskich gatunków o niebieskich kwiatach. Sześć pręcików ułożonych jest w kwiecie według wzoru 5+1 (podrodzaj Griffinia) lub wszystkie 6, wygiętych, położonych jest wiązkowo (podrodzaj Hyline). U niektórych gatunków szósty pręcik jest zredukowany lub nieobecny.
OwoceKanciaste, jajowate, trójkomorowe, pękające torebki, zawierające zazwyczaj jedno nasiono.

## Biologia
RozwójGeofity cebulowe.
SiedliskoRośliny te są obecnie rzadko spotykane. Szacuje się, że ich zasięg występowania został zredukowany o 92% przez ostatnie 500 lat. Populacje Griffinia są małe i wyizolowane w pozostałościach pierwotnej roślinności lasów Mata Atlântica (podrodzaj Griffinia) lub na suchych sawannach cerrado i caatinga (podrodzaj Hyline).
Cechy fitochemiczneZ cebul G. gardneriana wyizolowano siedem alkaloidów, w tym wittatynę, dimetoksyhomolikorynę, tazetynę, trisferydynę i sangwininę. Dwa alkaloidy: likoryna i pretazetyna wykazują potencjalne działanie przeciwnowotworowe poprzez silne działanie cytotoksyczne i genotoksyczne oraz zdolność do promowania apoptozy poprzez szlak kaspazy-3.
GenetykaLiczba chromosomów 2n = 20, 30 (prawdopodobnie triploidalnie).

## Systematyka
Pozycja systematycznaRodzaj z plemienia Griffineae, podrodziny amarylkowych Amaryllidoideae z rodziny amarylkowatych Amaryllidaceae.
Wykaz gatunków
- podrodzaj Griffinia Ravenna[9]:
  - Griffinia alba K.D.Preuss & Meerow
  - Griffinia aracensis Ravenna
  - Griffinia arifolia Ravenna
  - Griffinia colatinensis Ravenna
  - Griffinia concinna (Mart. ex Schult. & Schult.f.) Ravenna
  - Griffinia espiritensis Ravenna
  - Griffinia hyacinthina (Ker Gawl.) Ker Gawl.
  - Griffinia ilheusiana Ravenna
  - Griffinia intermedia Lindl.
  - Griffinia itambensis Ravenna
  - Griffinia liboniana É.Morren
  - Griffinia mucurina Ravenna
  - Griffinia ornata T.Moore
  - Griffinia parviflora Ker Gawl.
  - Griffinia paubrasilica Ravenna
  - Griffinia rochae G.M.Morel
- podrodzaj Hyline (Herb.) Ravenna[9]:
  - Griffinia gardneriana (Herb.) Ravenna
  - Griffinia nocturna Ravenna
  - Griffinia rostrata Ravenna
- podrodzaj nieustalony:
  - Griffinia albolineata Campos-Rocha
  - Griffinia angustifolia Campos-Rocha, Dutilh & Semir
  - Griffinia capixabae Campos-Rocha & Dutilh
  - Griffinia meerowiana Campos-Rocha & M.Peixoto

## Zagrożenie i ochrona
Dziewięć gatunków Griffinia zostało uwzględnionych w Czerwonej Księdze Flory Brazylii, z czego pięć ze statusem gatunek krytycznie zagrożony, a cztery gatunek zagrożony wyginięciem.